# Cage of Eden
Cage of Eden (エデンの檻?, Eden no ori) è un manga scritto e disegnato da Yoshinobu Yamada, pubblicato su Weekly Shōnen Magazine a partire dal 26 novembre 2008 fino al 23 gennaio 2013.
In Italia è stato pubblicato da GP Publishing per i primi sedici volumi mentre i restanti da Goen, negli Stati Uniti da Kōdansha, in Francia da Soleil ed in Taiwan da Tong Li Publishing.
È un manga survival horror ambientato su un'isola del Pacifico dove un gruppo di ragazzi delle medie si troverà in seguito allo schianto dell'aereo su cui viaggiavano.

## Trama
Di ritorno da una gita a Guam, l'aereo su cui si trovano lo studente delle medie Akira Sengoku e la sua classe precipita a causa di una turbolenza su un'isola dell'Oceano Pacifico, non segnata sulle mappe. Dispersi per tutto il territorio, i passeggeri del volo scoprono la pericolosità del luogo: l'isola è popolata da feroci animali preistorici, in teoria estinti da milioni di anni. Akira e i suoi amici si ritrovano così a dover lottare per la loro sopravvivenza, ritrovare gli amici e i compagni dispersi, cercare un modo per lasciare l'isola e a svelare anche i misteri e i segreti che l'isola sembra custodire.

## Personaggi
- Akira Sengoku (仙石 アキラ?, Sengoku Akira): è ritenuto il pagliaccio della classe ed un buono a nulla, con una scarsa autostima e gelosia verso i suoi migliori amici. Dopo lo schianto cambia personalità dimostrandosi un leader carismatico e con una natura altruistica, non esitando a sacrificarsi anche per persone sconosciute. È attratto da Rion, sua amica di infanzia, ma senza riuscire ad ammetterlo.
- Rion Akagami (赤神 りおん?, Akagami Rion): è considerata la idol della scuola ed è un membro del club di ginnastica. Ha dei sentimenti per Akira, il suo amico di infanzia, a cui ha sempre badato controllando che andasse a scuola e che studiasse. È molto altruista e non ha paura di sacrificarsi per gli altri.
- Shiro Mariya (真理谷 四郎?, Mariya Shirō): è un ragazzo basso e non forte fisicamente ma è uno degli studenti più intelligenti della scuola oltre ad essere una delle persone più logiche e razionali del gruppo. È la prima persona ad incontrare Akira sull'isola. Non si separa mai dal suo computer portatile, che si scopre caricare tutte le sere con un caricabatterie che produce energia pigiandoci sopra, in cui ha numerose informazioni sulla flora e la fauna che abitano l'isola.
- Kanako Omori (大森 夏奈子?, Ōmori Kanako): è la hostess dell'aereo, è una ragazza ventitreenne all'apparenza sbadata ma con una gran conoscenza del pronto soccorso e dei composti chimici utilizzabili per medicare le ferite. Agisce come l'infermiera del gruppo.
- Yarai Koichi (矢頼 光一?, Kōichi Yarai): uno studente conosciuto per il suo comportamento violento, è fisicamente molto forte e abile nel combattimento, oltre ad essere molto intelligente. Si separa dal gruppo di Sengoku, nonostante lo ritenga un amico, per scoprire da solo i misteri dell'isola su cui si trovano.
- Miina Isurugi (石動 ミイナ?, Isurugi Miina): una bambina misteriosa nipote di un multimiliardario ma affetta da amnesia. Possiede un album contenente disegni delle creature che abitano l'isola.

## Pubblicazione
La serie è stata pubblicata su Weekly Shōnen Magazine di Kōdansha tra 26 novembre 2008 ed il 23 gennaio 2013 con 185 capitoli, raccolti in 21 volumi pubblicati tra il 17 febbraio 2009 al 17 febbraio 2013. All'estero la serie è pubblicata da Tong Li Publishing in Taiwan dal 2 settembre 2009 al 2 gennaio 2014, in Italia da GP Publishing a partire dal 16 gennaio 2011 per i primi sedici volumi mentre i restanti da Goen che l'ha terminata il 24 agosto 2019, negli Stati Uniti da Kōdansha dal 23 agosto 2011 ed in Francia da Soleil dal 23 ottobre 2013.

### Volumi
| 1  | 17 febbraio 2009 | ISBN 978-4-06-384106-0 | 16 gennaio 2011   | ISBN 978-88-6468-167-2 |
| 1  | Capitoli - 1. What a wonderful world - 2. The law of the jungle - 3. Fever - 4. Freedom of the brute |                        |                   |                        |
| 2  | 17 aprile 2009 | ISBN 978-4-06-384131-2 | 27 marzo 2011     | ISBN 978-88-6468-168-9 |
| 2  | Capitoli - 5. Lord of the Other Side - 6. The underdog - 7. Duty for all lives - 8. Light & darkness - 9. Hell's bosshead - 10. Brotherhood - 11. Dead end - 12. Cry out - 13. Eloquent lip                                                                                     |                        |                   |                        |
| 3  | 17 luglio 2009 | ISBN 978-4-06-384166-4 | 14 maggio 2011    | ISBN 978-88-6468-169-6 |
| 3  | Capitoli - 14. Presentiment - 15. Monkey mate? - 16. Epidemic - 17. Amazing grace - 18. Run away from fate - 19. Winner - 20. Stairway to heaven - 21. Child of God - 22. Iron maiden                                                                                           |                        |                   |                        |
| 4  | 17 settembre 2009 | ISBN 978-4-06-384190-9 | 24 luglio 2011    | ISBN 978-88-6468-170-2 |
| 4  | Capitoli - 23. Plan of secret - 24. Riot - 25. Good fellows - 26. Fibber - 27. Loss brain 1: L'arrivo di Yuki - 28. Loss brain 2: Underworld - 29. Loss brain 3: L'uomo davanti - 30. Loss brain 4: Rion e Yuki, Akira e il dio della morte - 31. Loss brain 5: Occhi scomparsi |                        |                   |                        |
| 5  | 17 dicembre 2009 | ISBN 978-4-06-384226-5 | 17 settembre 2011 | ISBN 978-88-6468-171-9 |
| 5  | Capitoli - 32. Loss brain 6: Spirito passivo - 33. Loss brain 7: Fermatelo! A costo della vita! - 34. Loss brain 8: Anima arida - 35. Loss brain 9: Conclusione - 36. Loss brain 10: Cielo luminoso - 37. A juvenile state - 38. A flag of future - 39. Enchanted - 40. Union   |                        |                   |                        |
| 6  | 17 febbraio 2010 | ISBN 978-4-06-384253-1 | 19 novembre 2011  | ISBN 978-88-6468-172-6 |
| 6  | Capitoli - 41. Blank 2 days - 42. The start in the end - 43. Hairline crack - 44. Death - 45. Clear the way - 46. Bridge over troubled water - 47. A life or a death - 48. Judgement from the air - 49. Omen                                                                    |                        |                   |                        |
| 7  | 17 giugno 2010 | ISBN 978-4-06-384302-6 | 21 gennaio 2012   | ISBN 978-88-6468-173-3 |
| 7  | Capitoli - 50. A long shot - 51. Brave heart - 52. Knockdown! - 53. Fire of departure - 54. Come to life - 55. A misty mountain - 56. Rise from the dead - 57. Resurrection of friendship - 58. Mountain of the dead                                                            |                        |                   |                        |
| 8  | 16 luglio 2010 | ISBN 978-4-06-384333-0 | 24 marzo 2012     | ISBN 978-88-6468-174-0 |
| 8  | Capitoli - 59. Holy mark - 60. Abandon the past - 61. A view in all its glory - 62. Fantastic guy - 63. Fight or flight - 64. Duel of the brute - 65. Laplace's demon - 66. Beginning W - 67. Re-awakening                                                                      |                        |                   |                        |
| 9  | 17 settembre 2010 | ISBN 978-4-06-384365-1 | 26 maggio 2012    | ISBN 978-88-6468-175-7 |
| 9  | Capitoli - 68. Prognosis - 69. Fantasy or reality - 70. And then there were none - 71. Upshot of the prevosion - 72. Love his sweet-heart - 73. Confession? - 74. Visitor at the dark - 75. Mr. Brain - 76. Beating friends                                                     |                        |                   |                        |
| 10 | 17 dicembre 2011 | ISBN 978-4-06-384420-7 | 14 luglio 2012    | ISBN 978-88-6468-790-2 |
| 10 | Capitoli - 77. Solitude - 78. The tribe - 79. The end? - 80. Open the way - 81. Sink or swim - 82. Long goodbye - 83. Smile sweetly - 84. Relic - 85. Disappearance |                        |                   |                        |
| 11 | 17 febbraio 2011 | ISBN 978-4-06-384447-4 | 8 settembre 2012  | ISBN 978-88-6468-850-3 |
| 11 | Capitoli - 86. Special place - 87. My girl - 88. Forward, my men! - 89. Mouth of the Earth - 90. Pitfall - 91. Place to survive - 92. A man-made mountain - 93. Guess who's coming to dinner - 94. Strong will                                                                  |                        |                   |                        |
| 12 | 17 maggio 2011 | ISBN 978-4-06-384490-0 | 28 febbraio 2013  | ISBN 978-88-6634-448-3 |
| 12 | Capitoli - 95. Captive birds - 96. Tomorrow - 97. Truth or nonsense - 98. Her words were true - 99. Extermination - 100. Excavation - 101. A soliloquy - 102. Salvation - 103. A tower at the shore                                                                             |                        |                   |                        |
| 13 | 15 luglio 2011 | ISBN 978-4-06-384521-1 | 22 giugno 2013    | ISBN 978-88-6634-473-5 |
| 13 | Capitoli - 104. A mysterious lady - 105. A map - 106. Jelly beans - 107. Stranger - 108. Exchange - 109. Pyramid - 110. Who should I choose? - 111. A brief separation - 112. Coward                                                                                            |                        |                   |                        |
| 14 | 17 ottobre 2011 | ISBN 978-4-06-384568-6 | 24 maggio 2014    | ISBN 978-88-6634-586-2 |
| 14 | Capitoli - 113. The tower of terror - 114. Darkness and death - 115. The way to go - 116. Underground - 117. A sense of sin - 118. B3 - 119. Too large - 120. Deeply deeply - 121. Strange plants                                                                               |                        |                   |                        |
| 15 | 16 dicembre 2011 | ISBN 978-4-06-384602-7 | 30 settembre 2014 | ISBN 978-88-6883-100-4 |
| 15 | Capitoli - 122. A secret garden - 123. Heroine - 124. The dark room - 125. Sygdommen til Døden - 126. The room 1 - 127. The room 2 - 128. The room 3 - 129. Unnatural life - 130. Insanity                                                                                      |                        |                   |                        |
| 16 | 16 marzo 2012 | ISBN 978-4-06-384645-4 | 20 dicembre 2014  | ISBN 978-88-6883-138-7 |
| 16 | Capitoli - 131. The limit - 132. Diagnosis - 133. Death to approach - 134. Unbelievable prediction - 135. Way back - 136. Secret of the tower - 137. High play - 138. Decision - 139. Strong bond                                                                               |                        |                   |                        |
| 17 | 17 maggio 2012 | ISBN 978-4-06-384674-4 | 28 aprile 2017    | ISBN 978-88-6712-633-0 |
| 17 | Capitoli - 140. The fourth tower - 141. Kill the friend - 142. The past of a mad dog - 143. Weakness - 144. Awakening monster - 145. Horrifying failure - 146. Arrival of the strongest man - 147. Snake and frog - 148. Swallowing whole                                       |                        |                   |                        |
| 18 | 17 agosto 2012 | ISBN 978-4-06-384721-5 | 12 maggio 2017    | ISBN 978-88-6712-654-5 |
| 18 | Capitoli - 149. Dangerous strategy - 150. Two monsters - 151. Arita Kohei - 152. Cross fire - 153. Light and shadow - 154. Good teacher - 155. The most terrible animal - 156. Sudden assault - 157. New strategy                                                               |                        |                   |                        |
| 19 | 17 ottobre 2012 | ISBN 978-4-06-384751-2 | 3 febbraio 2018   | ISBN 978-88-6712-686-6 |
| 19 | Capitoli - 158. Battle of the dark night - 159. Hidden message: Miina's message - 160. Wicked vote - 161. The result of vote: execution - 162. Secret of the Devil - 163. Who is the doctor? - 164. Dangerous operation - 165. Desperate persuasion - 166. The thing stars show |                        |                   |                        |
| 20 | 17 dicembre 2012 | ISBN 978-4-06-384784-0 | 20 luglio 2019    | ISBN 978-88-6712-713-9 |
| 20 | Capitoli - 167. Two pictures - 168. The last tower - 169. The bonds of friendship - 170. Invisible observer - 171. Last request - 172. God's territory - 173. The name of the island: Raika - 174. Timeworn photographs picture - 175. Figure of the observer                   |                        |                   |                        |
| 21 | 15 febbraio 2013 | ISBN 978-4-06-384823-6 | 24 agosto 2019    | ISBN 978-88-6712-887-7 |
| 21 | Capitoli - 176. A girl and illustrated book - 177. The contents of the bottle - 178. Great confusion - 179. Inference - 180. Repellant - 181. 23072307 - 182. That which shoudn't be there - 183. Sorrow of mother - 184. The Eden Project - 185. The hope                      |                        |                   |                        |

## Accoglienza
Il 17°, il 19° ed il 20° volume hanno venduto nella prima settimana di vendita rispettivamente 37 788, 42 661 e 45 363 copie;il 18° ed il 21° volume hanno venduto rispettivamente oltre 55 000 e 53 000 copie nelle prime due settimane.
I primi due volumi dell'opera sono definiti di buon livello, con una storia ben costruita ma che può cadere nella ripetivitià e nella forzatura, mentre i disegni danno molto spazio alla presentazione dell'ambiente presente sull'isola ma viene dispregiato il notevole uso di fanservice che rovina le scene più drammatiche. Viene inoltre elogiato il cambio di personalità dei personaggi che, dopo lo schianto, devono ambientarsi alla nuova situazione.